# گمینا کووالا
گمینا کووالا (به لهستانی:  Gmina Kowala) یک گمینا در لهستان است که در شهرستان رادوم واقع شده‌است. گمینا کووالا ۷۴٫۷۱ کیلومتر مربع مساحت و ۱۰٬۶۳۱ نفر جمعیت دارد.